# Clarova celica
Clarove celice so bronhiolne epitelijske celice s kratkimi mikrovili na apikalni površini. Z morfološkega vidika so to visokoprizmatske celice s kupolasto zaokroženim vrhnjim delom, na katerem so prisotni kratki mikrovili. V apikalnem delu se nahajajo številna sekretorna zrnca. Pomembne so za zaščito epitelija v bronhiolih in razstrupljanje vdihanega zraka. Poimenovane so po Maxu Clari, avstrijskemu anatomu in histologu. 

## Funkcije
Ena od glavnih funkcij Clarovih celic je zaščita epitelija v bronhiolih. V ta namen izločajo različne produkte, kot so sekretorne beljakovine Clarovih celic (angleško Clara cell secretory protein ali CCSP), glikozaminoglikani, antiproteaze in lizocim za proti-mikrobno zaščito, ter  komponente surfaktanta, s čimer pripomorejo k zmanjšanju površinske napetosti in preprečujejo zlepljenje, s tem pa zagotavljajo odprte dihalne poti. 
Pomembne so tudi za razstrupljanje (detoksifikacijo) vdihanega zraka: v gladkem endoplazemskem retikulumu se nahajajo citokromi P450 (natančneje CYP4B1), ki razgrajuje strupene snovi.
Pomembne so tudi za obnavljanje bronhialnega epitelija, saj se lahko diferencirajo v različne epitelijske celice v bronhiolih.

## Medicinski pomen
Clarove celice vsebujejo tudi encim Clarova triptaza, serinska proteaza, ki je verjetno odgovorna za odcep hemaglutininskih beljakovin na površini virusov influence A, s čimer jih aktivirajo in v končni fazi povzročijo influenco.